# Cosimo Figliomeni
Cosimo Andrea Figliomeni (Locri, 7 ottobre 1992) è un calciatore italiano, attaccante del Siderno.

## Carriera

### Club

#### Catanzaro
Nativo di Locri, esordisce tra i professionisti con il Catanzaro in Lega Pro Seconda Divisione nella stagione 2011-2012. Gioca la sua prima partita il 18 settembre 2011 contro l'Ebolitana. Chiude la mezza stagione in giallorosso con 7 presenze e 0 gol.

#### Prestito alla Vibonese
A fine mercato invernale passa in prestito per metà stagione alla Vibonese, sempre in Lega Pro Seconda Divisione. Con la squadra di Vibo Valentia segna il suo primo gol, il 15 febbraio 2012 nel 2-0 casalingo di campionato contro l'Aprilia, siglando la rete definitiva all' 89'. Chiude con 13 presenze e 3 gol, che non servono però a scampare dalla retrocessione in Serie D.

#### HinterReggio
Per la stagione 2012-2013 rimane in Seconda Divisione ed in Calabria, accordandosi a titolo definitivo con l'HinterReggio. Chiude la stagione con 15 presenze e 0 gol e con un'altra retrocessione in Serie D.

#### Roccella
La stagione successiva va a giocare in Eccellenza, nel Roccella. Con i roccellesi vince l'Eccellenza Calabria e viene promosso in Serie D.

#### Gaz Metan Medias
Nel luglio 2014 viene tesserato dai rumeni del Gaz Metan Mediaș, militanti in Liga I, la massima serie rumena. Fa il suo esordio il 21 luglio, nella sconfitta per 0-1 d.t.s. in casa contro il Pandurii in Cupa Ligii. Il 27 luglio esordisce anche in campionato, nello 0-3 esterno contro il Botoșani. Chiude con 27 presenze e 3 gol, ma con la retrocessione in Liga II. Riconquista la Liga I nella stagione successiva, vincendo i play-off e terminando la stagione con 20 presenze e 3 gol.

#### Siderno e Gioiosa
Svincolatosi dal club romeno, nel 2018 firma per i calabresi del Siderno in Eccellenza, dopo un anno scende di categoria firmando per il Gioiosa Ionica.

## Statistiche

### Presenze e reti nei club
Statistiche aggiornate al 3 aprile 2020.
| Stagione                | Squadra                 | Campionato              | Campionato | Campionato | Coppe nazionali | Coppe nazionali | Coppe nazionali | Coppe continentali | Coppe continentali | Coppe continentali | Altre coppe | Altre coppe | Altre coppe | Totale | Totale | Totale |
| Stagione                | Squadra                 | Comp                    | Pres       | Reti       | Comp            | Pres            | Reti            | Comp               | Pres               | Reti               | Comp        | Pres        | Reti        | Pres   | Reti   |        |
| ----------------------- | ----------------------- | ----------------------- | ---------- | ---------- | --------------- | --------------- | --------------- | ------------------ | ------------------ | ------------------ | ----------- | ----------- | ----------- | ------ | ------ | ------ |
| 2011-gen. 2012          | Catanzaro               | SD                      | 7          | 0          | CI-LP           | 0               | 0               | -                  | -                  | -                  | -           | -           | -           | 7      | 0      |        |
| gen.-giu. 2012          | Vibonese                | SD                      | 13         | 3          | CI-LP           | 0               | 0               | -                  | -                  | -                  | -           | -           | -           | 13     | 3      |        |
| 2012-2013               | HinterReggio            | SD                      | 15         | 0          | CI-LP           | 0               | 0               | -                  | -                  | -                  | -           | -           | -           | 15     | 0      |        |
| 2013-2014               | Roccella                | Ecc                     | ?          | ?          | CI-Dil          | ?               | ?               | -                  | -                  | -                  | -           | -           | -           | ?      | ?      |        |
| 2014-2015               | Gaz Metan Mediaș        | LI                      | 27         | 3          | CR+CL           | 0+1             | 0+0             | -                  | -                  | -                  | -           | -           | -           | 28     | 3      |        |
| 2015-2016               | Gaz Metan Mediaș        | LII                     | 20         | 3          | CR+CL           | 0+0             | 0+0             | -                  | -                  | -                  | -           | -           | -           | 20     | 3      |        |
| Totale Gaz Metan Medias | Totale Gaz Metan Medias | Totale Gaz Metan Medias | 47         | 6          | -               | 1               | 0               | -                  | -                  | -                  | -           | -           | -           | 48     | 6      |        |
| 2018-2019               | Siderno                 | Ecc                     | ?          | ?          | CID             | ?               | ?               | -                  | -                  | -                  | -           | -           | -           | ?      | ?      |        |
| 2019-2020               | Marina di Gioiosa       | Prom                    | ?          | ?          | CID             | ?               | ?               | -                  | -                  | -                  | -           | -           | -           | ?      | ?      |        |
| Totale carriera         | Totale carriera         | Totale carriera         | 82         | 9          | -               | 1               | 0               | -                  | -                  | -                  | -           | -           | -           | 83     | 9      |        |

## Palmarès

### Club

#### Competizioni regionali
- Eccellenza: 1

Roccella: 2013-2014

#### Competizioni nazionali
- Liga II: 1

Gaz Metan Mediaș: 2015-2016